# 哲学楼 (哥伦比亚大学)
哲学楼（Philosophy Hall）是哥伦比亚大学校园内的一栋建筑，位于美国纽约市曼哈顿晨边高地社区。在此设有英文、哲学和法文系，以及大学的写作中心、注册办公室的一部分，以及文理研究生院的学生休息室。它是由麦金米德与怀特建筑师事务所为大学的晨边高地校园设计的第一批建筑之一，采用新文艺复兴建筑风格，于1910 年竣工。 1930 年代初，哲学楼作为埃德温·霍华德·阿姆斯特朗发明调频广播的地点，列入国家史迹名录，并公布为美国国家历史地标。
现在注册办公室占据的空间曾经是 电气工程 实验室，米海洛·卜平和埃德温·霍华德·阿姆斯特朗在此取得重大技术突破。这座建筑曾是哲学家 约翰·杜威、欧内斯特·内格尔、瓜德罗普小说家 玛丽斯·孔戴、和英国文学学者 莱昂内尔·特里林、爱德华·萨义德 等著名教师都曾在此工作。
在1968年哥伦比亚大学学生抗议运动期间，哲学楼没有被抗议者占据。相反，它成为了教师们的避难所，也是他们之间就学生进行辩论的场所。
该建筑是哥伦比亚大学校园内少数以学科而非个人命名的建筑之一，例如数学楼和国际事务楼。
在哲学楼前的草坪上，有法国雕塑家奥古斯特·罗丹最著名的作品之一“沉思者”。
2003年，哲学楼公布为国家历史地标。